# Damernas singelsculler i rodd vid olympiska sommarspelen 2000
Damernas singelsculler i rodd vid olympiska sommarspelen 2000 avgjordes mellan den 17 och 23 september 2000.

## Medaljörer
| Gren          | Guld                    | Silver                | Brons                              |
| Singelsculler | Ekaterina Karsten (BLR) | Rumjana Nejkova (BUL) | Katrin Rutschow-Stomporowski (GER) |

## Resultat

### Heat

#### Heat 1
| Placering | Roddare          | Land        | Tid     | Noteringar |
| --------- | ---------------- | ----------- | ------- | ---------- |
| 1         | Sonia Waddell    | Nya Zeeland | 7:40,18 | Q          |
| 2         | Georgina Douglas | Australien  | 7:43,48 | R          |
| 3         | Mayra González   | Kuba        | 7:48,28 | R          |
| 4         | Soraya Jadué     | Chile       | 8:03,52 | R          |
| 5         | Fenella Ng       | Hongkong    | 8:19,88 | R          |

#### Heat 2
| Placering | Roddare           | Land           | Tid     | Noteringar |
| --------- | ----------------- | -------------- | ------- | ---------- |
| 1         | Rumjana Nejkova   | Bulgarien      | 7:36,10 | Q          |
| 2         | Agnieszka Tomczak | Polen          | 7:43,99 | R          |
| 3         | Alison Mowbray    | Storbritannien | 7:46,73 | R          |
| 4         | Paola López       | Argentina      | 8:06,65 | R          |
| 5         | Samia Hireche     | Algeriet       | 8:28,65 | R          |

#### Heat 3
| Placering | Roddare               | Land    | Tid     | Noteringar |
| --------- | --------------------- | ------- | ------- | ---------- |
| 1         | Ekaterina Karsten     | Belarus | 7:47,73 | Q          |
| 2         | Monica Tranel-Michini | USA     | 7:52,05 | R          |
| 3         | Maria Brandin         | Sverige | 7:53,46 | R          |
| 4         | Kristen Wall          | Kanada  | 8:07,76 | R          |

#### Heat 4
| Placering | Roddare                      | Land      | Tid     | Noteringar |
| --------- | ---------------------------- | --------- | ------- | ---------- |
| 1         | Katrin Rutschow-Stomporowski | Tyskland  | 7:32,80 | Q          |
| 2         | Julia Alexandrova            | Ryssland  | 7:36,80 | R          |
| 3         | Sophie Balmary               | Frankrike | 7:45,12 | R          |
| 4         | Phuttharaksa Nikree          | Thailand  | 8:22,54 | R          |
| 5         | Ibtissem Trimèche            | Tunisien  | 8:32,05 | R          |

### Återkval

#### Återkval 1
| Placering | Roddare           | Land      | Tid     | Noteringar |
| --------- | ----------------- | --------- | ------- | ---------- |
| 1         | Julia Alexandrova | Ryssland  | 7:47,04 | A/B        |
| 2         | Maria Brandin     | Sverige   | 7:55,47 | A/B        |
| 3         | Paola López       | Argentina | 8:03,83 | C/D        |
| 4         | Fenella Ng        | Hongkong  | 8:16,62 | C/D        |

#### Återkval 2
| Placering | Roddare               | Land           | Tid     | Noteringar |
| --------- | --------------------- | -------------- | ------- | ---------- |
| 1         | Alison Mowbray        | Storbritannien | 7:51,33 | A/B        |
| 2         | Monica Tranel-Michini | USA            | 7:54,40 | A/B        |
| 3         | Soraya Jadué          | Chile          | 8:02,17 | C/D        |
| 4         | Ibtissem Trimèche     | Tunisien       | 8:28,43 | C/D        |

#### Återkval 3
| Placering | Roddare             | Land     | Tid     | Noteringar |
| --------- | ------------------- | -------- | ------- | ---------- |
| 1         | Mayra González      | Kuba     | 7:46,25 | A/B        |
| 2         | Agnieszka Tomczak   | Polen    | 7:47,37 | A/B        |
| 3         | Phuttharaksa Nikree | Thailand | 8:27,25 | C/D        |

#### Återkval 4
| Placering | Roddare          | Land       | Tid     | Noteringar |
| --------- | ---------------- | ---------- | ------- | ---------- |
| 1         | Georgina Douglas | Australien | 7:42,67 | A/B        |
| 2         | Sophie Balmary   | Frankrike  | 7:51,87 | A/B        |
| 3         | Kristen Wall     | Kanada     | 8:05,18 | C/D        |
| 4         | Samia Hireche    | Algeriet   | 8:21,67 | C/D        |

### Semifinaler

#### Semifinals C/D

##### Semifinal 1
| Placering | Roddare           | Land      | Tid     | Noteringar |
| --------- | ----------------- | --------- | ------- | ---------- |
| 1         | Kristen Wall      | Kanada    | 8:09,28 | C          |
| 2         | Paola López       | Argentina | 8:13,05 | C          |
| 3         | Ibtissem Trimèche | Tunisien  | 8:30,60 |            |

##### Semifinal 2
| Placering | Roddare             | Land     | Tid     | Noteringar |
| --------- | ------------------- | -------- | ------- | ---------- |
| 1         | Soraya Jadué        | Chile    | 8:01,30 | C          |
| 2         | Samia Hireche       | Algeriet | 8:18,16 | C          |
| 3         | Fenella Ng          | Hongkong | 8:21,40 | C          |
| 4         | Phuttharaksa Nikree | Thailand | 8:29,60 |            |

#### Semifinaler A/B

##### Semifinal 1
| Placering | Roddare               | Land        | Tid     | Noteringar |
| --------- | --------------------- | ----------- | ------- | ---------- |
| 1         | Rumjana Nejkova       | Bulgarien   | 7:28,34 | A          |
| 2         | Georgina Douglas      | Australien  | 7:32,34 | A          |
| 3         | Sonia Waddell         | Nya Zeeland | 7:35,24 | A          |
| 4         | Mayra González        | Kuba        | 7:38,97 | B          |
| 5         | Maria Brandin         | Sverige     | 7:49,09 | B          |
| 6         | Monica Tranel-Michini | USA         | 7:52,92 | B          |

##### Semifinal 2
| Placering | Roddare                      | Land           | Tid     | Noteringar |
| --------- | ---------------------------- | -------------- | ------- | ---------- |
| 1         | Katrin Rutschow-Stomporowski | Tyskland       | 7:37,77 | A          |
| 2         | Ekaterina Karsten            | Belarus        | 7:40,36 | A          |
| 3         | Julia Alexandrova            | Ryssland       | 7:42,23 | A          |
| 4         | Agnieszka Tomczak            | Polen          | 7:45,64 | B          |
| 5         | Sophie Balmary               | Frankrike      | 7:47,16 | B          |
| 6         | Alison Mowbray               | Storbritannien | 7:52,28 | B          |

### Finaler

#### Final C
| Placering | Roddare       | Land      | Tid     | Noteringar |
| --------- | ------------- | --------- | ------- | ---------- |
| 1         | Soraya Jadué  | Chile     | 7:53,56 |            |
| 2         | Kristen Wall  | Kanada    | 7:57,94 |            |
| 3         | Paola López   | Argentina | 8:03,11 |            |
| 4         | Fenella Ng    | Hongkong  | 8:11,06 |            |
| 5         | Samia Hireche | Algeriet  | 8:12,89 |            |

#### Final B
| Placering | Roddare               | Land           | Tid     | Noteringar |
| --------- | --------------------- | -------------- | ------- | ---------- |
| 1         | Mayra González        | Kuba           | 7:32,29 |            |
| 2         | Agnieszka Tomczak     | Polen          | 7:33,20 |            |
| 3         | Sophie Balmary        | Frankrike      | 7:34,23 |            |
| 4         | Alison Mowbray        | Storbritannien | 7:35,26 |            |
| 5         | Maria Brandin         | Sverige        | 7:39,44 |            |
| 6         | Monica Tranel-Michini | USA            | 7:48,95 |            |

#### Final A
| Placering | Roddare                      | Land        | Tid     | Noteringar |
| --------- | ---------------------------- | ----------- | ------- | ---------- |
| 1         | Ekaterina Karsten            | Belarus     | 7:28,14 |            |
| 2         | Rumjana Nejkova              | Bulgarien   | 7:28,15 |            |
| 3         | Katrin Rutschow-Stomporowski | Tyskland    | 7:28,99 |            |
| 4         | Julia Alexandrova            | Ryssland    | 7:36,57 |            |
| 5         | Georgina Douglas             | Australien  | 7:37,88 |            |
| 6         | Sonia Waddell                | Nya Zeeland | 7:43,71 |            |